# Comuna Țibucani, Neamț
Țibucani este o comună în județul Neamț, Moldova, România, formată din satele Davideni, Țibucanii de Jos și Țibucani (reședința).

## Geografie
Comuna Țibucani este așezată în nord-estul județului, pe malul drept al râului Moldova. Este străbătută de șoseaua județeană DJ155I, care o leagă spre nord de Păstrăveni, Urecheni, Petricani, Grumăzești și Târgu Neamț (unde se termină în DN15C) și spre sud de Tupilați, Bârgăuani (unde se intersectează cu DN15D), Făurei, Secuieni și Români.

## Demografie
Componența etnică a comunei Țibucani
     Români (90,05%)
     Romi (1,54%)
     Alte etnii (0,06%)
     Necunoscută (8,35%)
Componența confesională a comunei Țibucani
     Ortodocși (89,54%)
     Alte religii (1,94%)
     Necunoscută (8,52%)
Conform recensământului efectuat în 2021, populația comunei Țibucani se ridică la 3.508 locuitori, în scădere față de recensământul anterior din 2011, când fuseseră înregistrați 3.886 de locuitori. Majoritatea locuitorilor sunt români (90,05%), cu o minoritate de romi (1,54%), iar pentru 8,35% nu se cunoaște apartenența etnică. Din punct de vedere confesional, majoritatea locuitorilor sunt ortodocși (89,54%), iar pentru 8,52% nu se cunoaște apartenența confesională.

## Politică și administrație
Comuna Țibucani este administrată de un primar și un consiliu local compus din 13 consilieri. Primarul, Ioan Rusu[*], de la Partidul Social Democrat, este în funcție din octombrie 2020. Începând cu alegerile locale din 2024, consiliul local are următoarea componență pe partide politice:
|  | Partid                          | Consilieri | Componența Consiliului | Componența Consiliului | Componența Consiliului | Componența Consiliului | Componența Consiliului | Componența Consiliului | Componența Consiliului | Componența Consiliului | Componența Consiliului |
|  | ------------------------------- | ---------- | ---------------------- | ---------------------- | ---------------------- | ---------------------- | ---------------------- | ---------------------- | ---------------------- | ---------------------- | ---------------------- |
|  | Partidul Social Democrat        | 9          |                        |                        |                        |                        |                        |                        |                        |                        |                        |
|  | Partidul Național Liberal       | 3          |                        |                        |                        |                        |                        |                        |                        |                        |                        |
|  | Alianța pentru Unirea Românilor | 1          |                        |                        |                        |                        |                        |                        |                        |                        |                        |

## Istorie
Biserica din Davideni este ctitorită de Iordache Cantacuzino în anul 1774.
Pe teritoriul aceleiași comune, spătarul Iordache Cantacuzino Deleanu a ridicat biserică din bârne de stejar pe temelie de piatră, cu hramul "Maria Magdalena", pentru Schitul Țibucani. Actul ctitoricesc s-a săvârșit în 1774 dar este posibil ca o mică obște de anahoreți veniți de la Mănăstirea Secu să fi viețuit în aceste locuri înainte de data respectivă. După cum ne informează pisania de pe zidul turnului-clopotniță ce străjuiește intrarea, în 1859 boierul Aga Ioniță Botez a construit clopotnița și a restaurat biserica, înzestrând-o cu mai multe cărți și obiecte liturgice. Alte lucrări de restaurare și construcție (chilii, stăreție, arhondaric) au mai avut loc în 1935, cele mai recente încheindu-se în 1987. Biserica are plan simplu, fără abside laterale, cu pridvor deschis, pronaos, naos și altar. Acoperișul este străpuns de trei turle nu prea înalte, iar bolțile de pe naos și altar se sprijină - ca și în cazul altor biserici de lemn - pe nervuri arcuite de brad. Pronaosul are un plafon drept, deasupra fiind o încăpere care se încheie spre est cu bolta naosului. Ornamentația sculpturală și stilul icoanelor îndreptățesc concluzia că iconostasul datează din secolul al XVIII-lea, fiind probabil executat în 1774, odată cu biserica. Pomelnicul Triptic al acestui așezământ și unele documente aflate la Mănăstirea Secu, relevă că în ultimele decenii ale secolului al XVIII-lea și la începutul veacului trecut, Schitul Țibucani a constituit un puternic centru cultural-teologic, afirmându-se prin școala care a funcționat aici "în spirit Paisian" și prin unii dascăli de recunoscut prestigiu ca Teodosie și Ilarion.
La sfârșitul secolului al XIX-lea, comuna nu exista, satele ei fiind incluse în comuna Păstrăveni din plasa de Sus-Mijlocul a județului Neamț. Ea s-a înființat în 1931, din satele Țibucanii de Jos și Țibucanii de Sus (ultimul fiind reședința).
În 1950, comuna a fost transferată raionului Târgu Neamț din regiunea Bacău. În 1968, ea a revenit la județul Neamț, reînființat, arondându-i-se și satul Davideni. Tot atunci, satul Țibucanii de Sus a luat denumira de Țibucani.

## Monumente istorice
Trei obiective din comuna Țibucani sunt incluse în lista monumentelor istorice din județul Neamț ca monumente de interes local. Unul este un sit arheologic, aflat la Davideni, în punctul „la Izvoare-Spiești”, sit ce cuprinde urmele unor așezări din Epoca Bronzului târziu (cultura Noua), Latène-ul târziu, perioada Halstatt și Epoca Migrațiilor (secolele al VI-lea–al VIII-lea). Celelalte două sunt clasificate ca monumente de arhitectură: ansamblul bisericii „Tăierea capului Sfântului Ioan Botezătorul” (secolele al XVIII-lea–al XIX-lea) din satul Davideni, ansamblu format din biserica propriu-zisă (1774) și turnul-clopotniță (secolul al XIX-lea); și ansamblul schitului Țibucani (1701–1900) din satul Țibucani, ansamblu alcătuit din biserica de lemn „Maria Magdalena” (1774, cu adăugiri în 1859), turnul-clopotniță (1855) și chilii (1942).

## Cultură
Într-una dintre casele vechi bătrânești, care își păstrează structura originală, a fost amenajat un muzeu sătesc — un obiectiv de atracție pentru vizitatori.
În timpul sărbătorilor de iarnă aici se desfășoară numeroase obiceiuri vechi, printre care caii — dans care mimează pasul, trapul și galopul calului, executat de către localnici; și harapii, asemănător cu dansul mocănașii, jocuri specifice teatrului folcloric traditional al acestor meleaguri moldovene.